# Макушок Маркел Омелянович
Маркел Омелянович Макушок (нар. 14 січня 1881, Верхнячка Уманський повіт — пом. 31 січня 1952, Мінськ, Білоруська РСР, СРСР) — радянський зоолог, академік АН БРСР (1950—1951).

## Біографія
Маркел Макушок народився 14 січня 1881 року в селі Верхнячка Уманського повіту (нині — Черкаська область).
У 1911 році він закінчив Імператорський університет Святого Володимира у Києві (нині — Київський національний університет імені Тараса Шевченка). Учень Олексія Северцова.
Незабаром після закінчення імператорського університету переїздить до Москви, де влаштовується на роботу в інститут порівняльної анатомії при МДУ, де працює з 1911 по 1927 роки, при цьому з 1918 року він стає професором іхтіології. У 1927 році Маркел Макушок переїжджає до Казані, де з 1927 по 1931 роки очолював кафедру зоології хребетних Казанського університету. У 1931 році Маркел Омелянович переїжджає до Мурманська, де з 1931 по 1937 рік працював у Мурманському науково-дослідному інституті рибного господарства і океанографії.
У 1937 році він переїжджає до Мінська, де проходять його останні роки життя. З 1937 по 1952 роки Маркел Макушок завідував кафедрою зоології хребетних та іхтіології Білоруського державного університету.
Помер Маркел Макушок 31 січня 1952 року в Мінську.

## Наукові роботи
Основні наукові роботи присвячені іхтіології та порівняльній анатомії.

## Вибрані наукові праці
- 1917 — Про варіації в хребетному стовпі безхвостих амфібій.
- 1926 — Наші рибні багатства.
- 1933 — Траловий лов.

## Нагороди та премії
- 1944 — Заслужений діяч науки Білоруської РСР; Орден Трудового Червоного Прапора.
- 1949 — Орден Трудового Червоного Прапора.